# Mucciafora
Mucciafora è una frazione del Comune di Poggiodomo, in provincia di Perugia. Situata a 1.070 m s.l.m. ed abitata da 28 residenti, è il borgo a quota più elevata tra quelli sui monti della Valnerina.
Posta sull'antico tracciato della mulattiera che collegava Poggiodomo con la Valnerina passando per Vallo di Nera e l'Altopiano di Mucciafora (1.300 m s.l.m.), è base di partenza per le escursioni sul Monte Coscerno (1.685 m s.l.m.).
La frazione vive in una particolare condizione di isolamento, non essendo presenti in loco strutture amministrative né commerciali, e non essendo servita da alcuna linea di trasporti pubblici. È tuttavia celebrata ogni domenica la messa nella chiesa al centro del borgo, partecipata dai pochi anziani ancora residenti in loco.
Le montagne circostanti sono coperte da boschi di conifere da rimboschimento.
Nel corso dell'estate il borgo si popola dei villeggianti proprietari delle case, emigrati in massa negli anni sessanta.
Il borgo ha vissuto un processo di ristrutturazione diffuso delle abitazioni precedentemente danneggiate dai terremoti umbri. In particolare i proprietari delle case, generalmente costruite nei secoli scorsi, hanno eliminato gli intonaci aggiunti alle murature nel corso del secolo XX, riportando alla luce le vecchie pietre vive provenienti dalle zone circostanti, che hanno caratteristiche colorazioni variabili tra il bianco e il rosato.

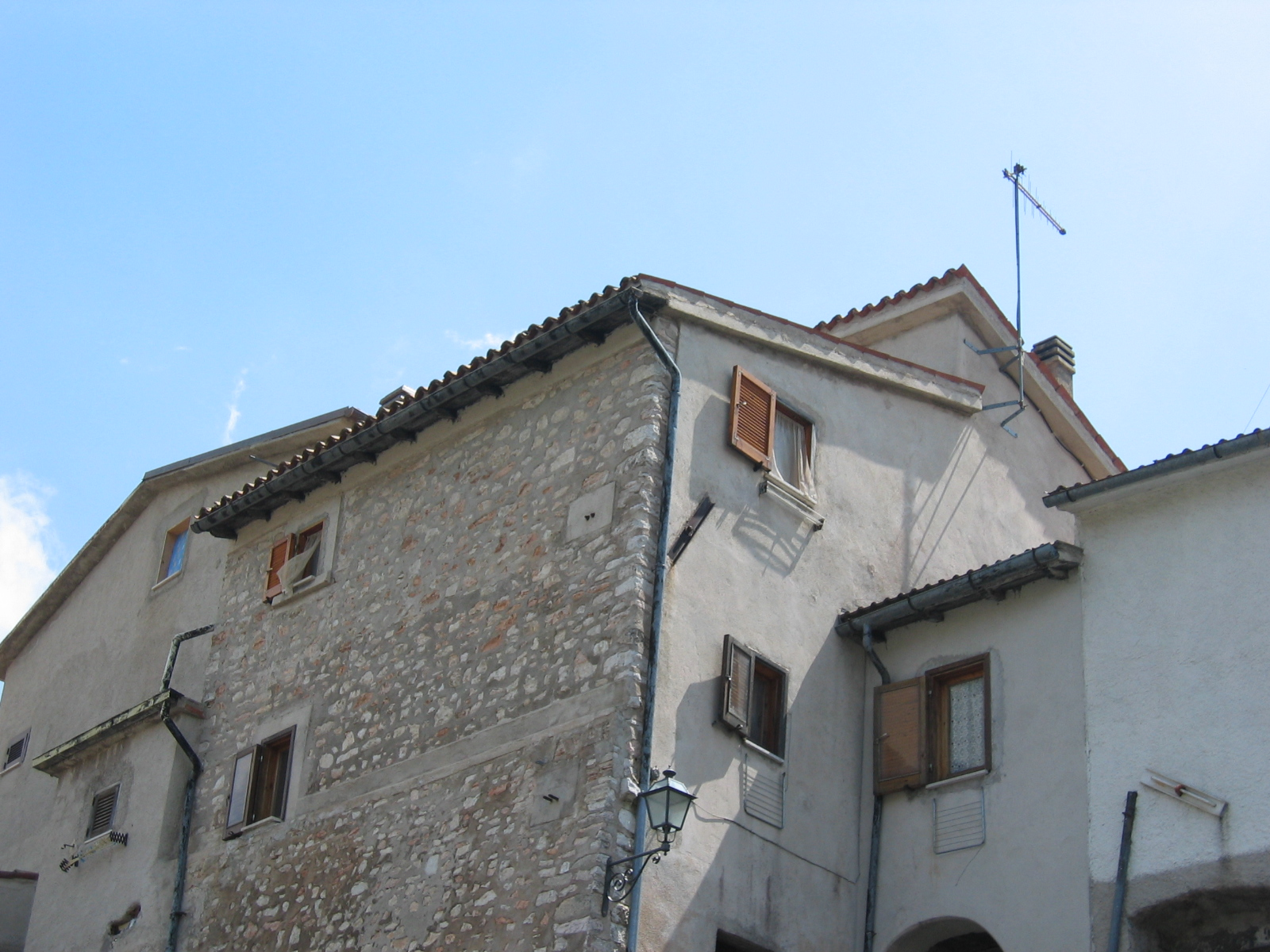
Un esempio di abitazione con facciata riportata a pietra, e consolidamento antisismico con tiranti in acciaio.

È possibile ritrovare ammassi di queste pietre ai bordi dei terreni circostanti, ancora oggi coltivati, ammassati nei secoli a mano dai contadini per ottenere terreno coltivabile.
La frazione è servita da un acquedotto comunale che capta l'acqua presso il fontanile "Le Trocche", a quota 1400 m s.l.m.; l'acqua è nota per essere estremamente leggera in sali minerali. In estate, quando la sorgente riduce la portata emessa e il borgo si popola alquanto di villeggianti, viene integrata dall'acqua proveniente dalla zona "Fosso del Tamburrino", posta a quota più bassa di Mucciafora.
L'intero territorio nei dintorni di Mucciafora è ricchissimo di tartufo, per il quale la raccolta è rigidamente riservata. È altresì consentita la caccia (nei periodi di legge) e la raccolta dei funghi di superficie. Nel periodo estivo alcune zone boschive offrono varie specie di frutti di bosco, tra i quali more, lamponi, fragoline di bosco, porsaraghi umbri ecc.

## Territorio, centro abitato e dintorni
Il territorio della frazione può essere suddiviso approssimativamente in 5 zone:
- La prima zona, che comprende alcuni settori denominati l'Ospedale, l'Osteria e la Ferrara.
- La seconda zona, ubicata nelle parti più basse poste a Nord e Nord-Est del colle su cui si sviluppa l'intera frazione, e che comprende anche la parte abbandonata e decadente che un tempo era costituita soprattutto da stalle ed ovili; questa zona ospita la maggior parte della storia antica nonché degli edifici pubblici della frazione, come la ex-scuola che si affaccia sulla piccola Piazza dei Combattenti, al centro della quale un esadecaedro regolare sul pavimento testimonia la passata presenza dell'antico pozzo. Una particolare menzione merita il sonetto di Gabriele D'Annunzio affisso su una targa, a firma Alfonso Avallone posta sul muro di quella che era un tempo la piccola scuola di paese (fino al 1976, anno della trasformazione della scuola in sede della Pro Loco); il sonetto, parte di un componimento più ampio del poeta ed incluso nella raccolta "Le Faville del Maglio" (1911-14), è stato per anni erroneamente attribuito alla frazione montana; si tratta in realtà di una errata interpretazione del sonetto dovuta alla geminazione attuata dal D'Annunzio sulla "C" in "Muciafora", il luogo effettivamente omaggiato dal poeta con questo componimento nonché frazione del Comune di Arezzo, assieme all'amico ospitante Lorenzo Mancini, la cui moglie fu amante e musa ispisratrice del D'Annunzio. Sul fondo della piazza è posto un piccolo monumento ai caduti della II guerra mondiale, con una targa che riporta le vittime dell'eccidio nazista e che motiva il nome dato alla piccola piazza. Attigue a quest'ultima vi sono la chiesa di San Bartolomeo (XV-XVII sec.) e la piccola chiesa sconsacrata dedicata a Santa Giuliana. Molti edifici vengono ancora chiamati col patronimico delle famiglie che li eressero anticamente e talvolta riportano segni nascosti della storia passata, come Palazzo Leopardi (in precedenza denominato Palazzo Massari), oggi appartenente ad alcuni dei discendenti degli antichi proprietari; tra i due mattoni disposti a V a formare la chiave dell'arco del portone che dà accesso ai locali inferiori del Palazzo, vi è ancora qualche traccia di una "M" che indicava la casata Massari. Il sonetto della targa in Piazza dei Combattenti è il seguente:

corcata a solatio nel suolo arsiccio

o pendula per l'agile viticcio

della canna che ai venti più non plora.

Te la colgan le dita dell'aurora

e te la porgan folta sul graticcio

ove si muta il grappolo nericcio

in porpora di re che il vin colora.»
(Porzione del sonetto di Gabriele D'Annunzio dedicato all'amico Lorenzo Mancini di Muciafora (Arezzo) ed al suo soggiorno nella villa di Petrognano; inciso su una targa a firma Alfonso Avallone e con data 2 Agosto 1976, anno della conversione della Scuola a sede della Pro Loco, un tempo questo sonetto si riteneva dedicato alla presunta amicizia del poeta con Lorenzo Flamini, abitante di Mucciafora.
Il testo integrale si trova ne "Le Faville del Maglio", raccolta di alcuni componimenti del poeta scritti di prosa lirica, usciti sulla Terza pagina de Il Corriere della Sera, in quattro serie, tra il 1911 e il 1914, e redatti durante il soggiorno in Francia.)
- Da Piazza dei Combattenti si dirama la zona intermedia, non facilmente distinguibile dalla precedente perché le case appartenenti a queste due zone sono fortemente interconnesse le une alle altre senza nessuna particolare suddivisione riconoscibile esternamente, sebbene le case di questa zona siano più recenti, approssimativamente costruite agli inizi del XX secolo. Qui è situata una piccola piazzetta, denominata Piazza Padella, che mediante una piccola stradina gradinata porta al vicolo detto lu buscio (vedi i riferimenti storici).
- La zona nuova, più pianeggiante rispetto alla vecchia, posta a Ovest e Sud-Ovest di quest'ultima, inizia in prossimità di piazza Don Mattia Amadio, denominata informalmente lu Colle; in questa zona le case hanno un assetto più regolare e squadrato. In prossimità de lu Colle vi è la separazione tra questa zona e la precedente. Qui è locato anche l'edificio che per ultimo ha svolto le mansioni di istituto scolastico, prima di divenire anch'esso abitazione privata.

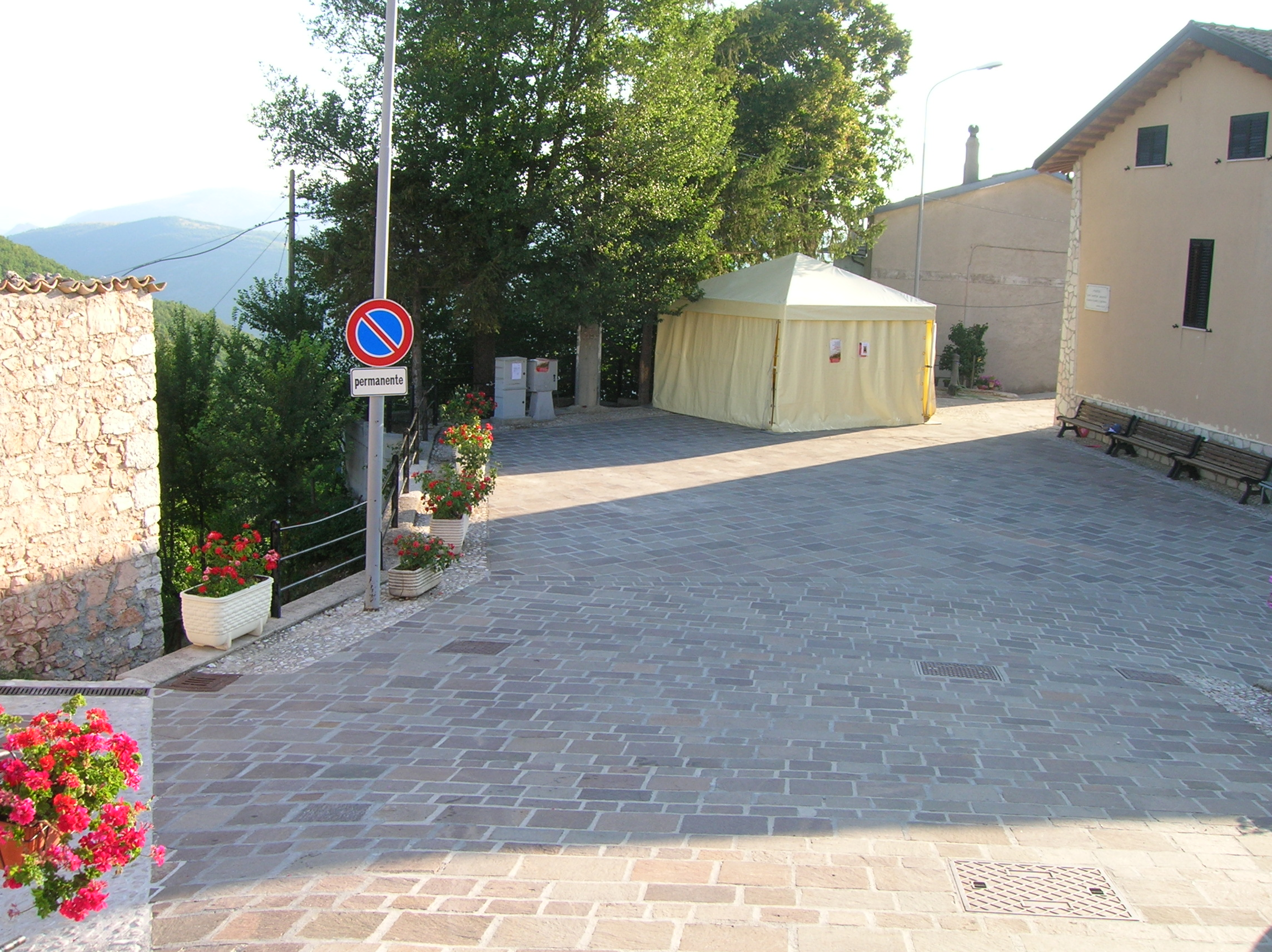
"Lu colle"

- La periferia, rappresentata grosso modo dalla parte dell'altipiano dell'Immagine attraversato dalla strada provinciale di Vallo di Nera, e dalle campagne e colline limitrofe; in quest'ultimo settore sono ubicati il centro multi-sportivo di recente costruzione (primi anni '90), molte aziende agricole e la Chiesa della Madonna delle Anime (XVII secolo), detta "dell'Immagine". Alla periferia Nord del paese, a destra della zona dell'Immagine e della collina denominata monte Valcristina, vi è la zona detta Le Contradicce, dove ci sono i conci e i resti di antiche mura d'abitazioni ormai scomparse; proseguendo verso Nord-Ovest per il percorso della strada provinciale di Vallo di Nera si arriva alla località La Cona, seguita a Nord-Est dall'altipiano della Valle dei Grugnali, per arrivare alla piana di Santa Giuliana, dove si possono trovare altri resti di antiche abitazioni tra cui spiccano pezzi di mattoni rossi risalenti ad un impreciso periodo passato del secolo XIX. Queste sono solo alcune delle zone contigue al paese i cui nomi e storia sono tramandate da generazioni, e che sono ancora meta di escursioni ed esplorazioni del territorio; è bene comunque non avventurarsi in queste località senza premunirsi di una buona cartina o senza l'accompagnamento di una guida locale per il pericolo di perdersi; molti terreni inoltre sono ancora regolarmente utilizzati dai proprietari nonostante siano immersi nella macchia e non abbiano evidente delimitazione, per cui è meglio chiedere il permesso prima di attraversare le loro proprietà.

La frazione di Mucciafora fa parte del comune di Poggiodomo insieme alle altre frazioni come la più vicina Roccatamburo, Usigni e Poggiodomo (frazione centrale), da cui dista rispettivamente circa 1,6, 5,6 e 4,2 km, in linea d'aria; ma se si considerano i percorsi tortuosi che collegano le frazioni tra loro, le distanze ovviamente aumentano: percorrendo la strada provinciale di Poggiodomo, Roccatamburo dista su strada 6,1 km, Poggiodomo 8,2 km, e Usigni circa 12 km. Atri centri nelle vicinanze sono Rocchetta (frazione di Cerreto di Spoleto, distanza in linea d'aria 3 km circa), Vallo di Nera (5 km), Sant'Anatolia di Narco (7 km), Caso (frazione di Sant'Anatolia di Narco, 7 km), Gavelli (frazione di Sant'Anatolia di Narco, 6,5 km), Scheggino (8,5 km).
Un vicino luogo importante e caratteristico è l'Eremo della Madonna della Stella, antico luogo di rifugio e di culto da tempo abbandonato, ora sede di processioni e feste patronali nonché meta turistica. L'Eremo è raggiungibile da una mulattiera il cui ingresso è in prossimità della strada di Mucciafora, ed ufficialmente parte integrante del territorio della vicina frazione di Roccatamburo; immerso nel verde tra due alti speroni di roccia, esso consiste in un anfratto comprendente i resti più o meno intatti di rifugi e abitazioni di eremiti del passato, assieme alla chiesa del monastero attraverso la quale è possibile raggiungere ulteriori rifugi più isolati. Un fiumiciattolo divide il Santuario in due metà fino al fondo della valletta, di cui l'Eremo vero e proprio, osservando l'anfratto dall'ingresso, occupa la metà di sinistra.
Altri luoghi sia storici che di culto sono le chiese di Santa Giuliana (oggi sconsacrata e adibita a deposito di beni pubblici) e di San Bartolomeo (XV-XVII secolo) contengono in sé segni indelebili della storia del paese: nella prima una botola sul pavimento, un tempo adibito ad ossario e riportante l'epigrafe "I P L ANIMA SUA" nasconde ancora le ossa di alcuni defunti; la seconda, molto più bella ed estesa della precedente sebbene sempre di modeste proporzioni, e in cui si celebra tutt'oggi la santa messa nei giorni di affluenza paesana, sono custodite importanti reliquie come l'urna di San Faustino e la statua delle Ecce Homo; 

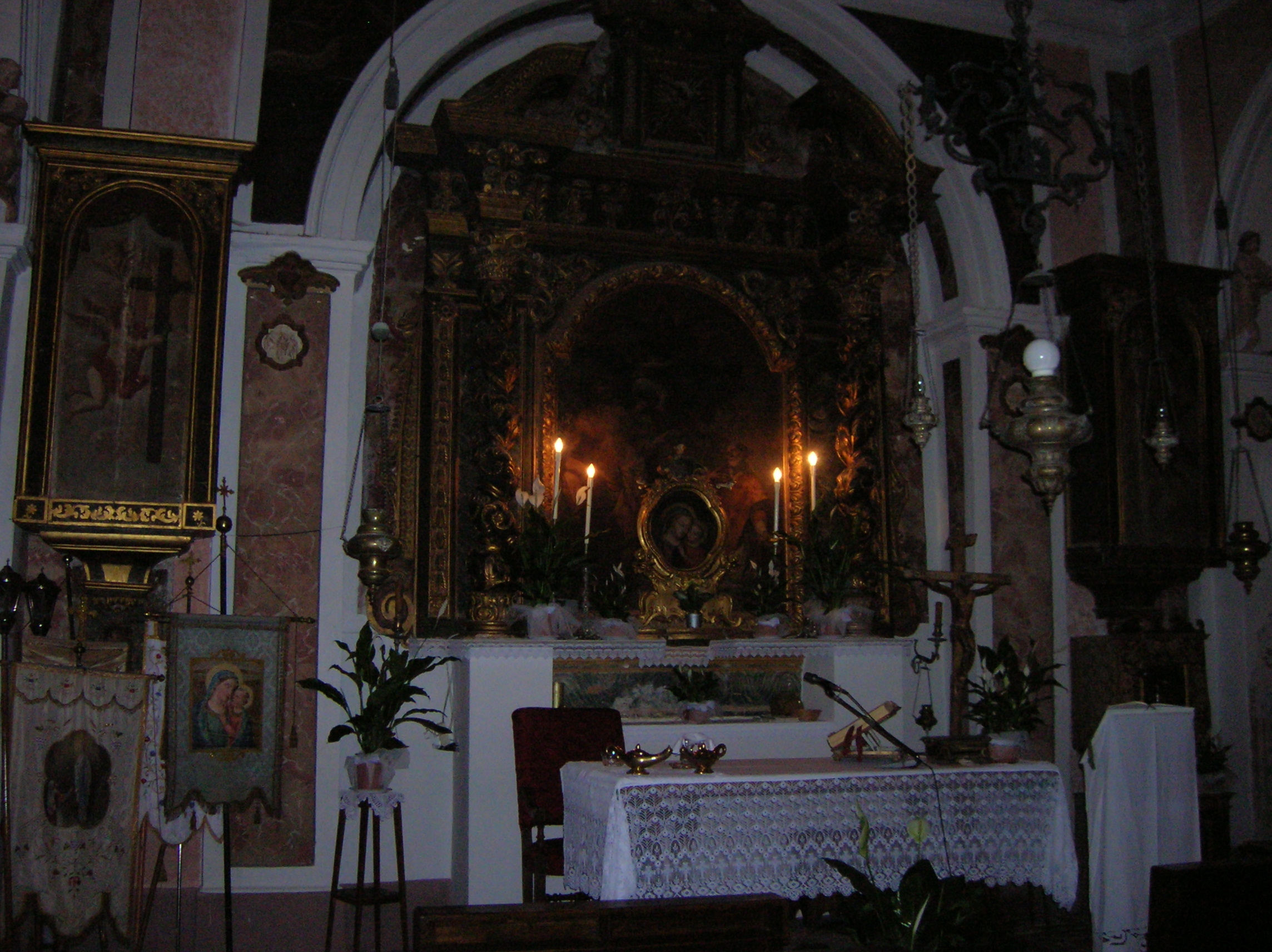
Chiesa di San Bartolomeo, altare.

il soffitto a cassettoni, i 6 altari in legno e la presenza di numerosi reliquiari testimoniano la devozione e la considerazione con cui per generazioni la chiesa è stata edificata e mantenuta nei secoli.

## Storia
È bene premettere che la storia del paese è custodita in posti, zone, vicoli e persino tradizioni sia della frazione stessa che degli altri importanti centri storici limitrofi, come quello di Cascia e Spoleto.
Basti pensare all'origine del nomignolo del vicolo oggi detto lo buscio (vedi sopra), un tempo un'apertura tra le mura cittadine: questo elemento è legato ad una vicenda bellica che vedeva Mucciafora e la ghibellina Cascia alleate contro la guelfa Spoleto. Mucciafora non si schierava con nessuna delle fazioni sia guelfa che ghibellina, ma reagiva schierandosi contro chi tentava di turbarne la pacifica esistenza, come fece Spoleto. Essa fungeva inoltre da importante punto di vedetta, nonché di rifugio per eventuali fuggiaschi indesiderati dai potenti vicini; finì così che si unì a Cascia e il suo castello prestò 500 uomini d'arme alla causa di casciana; una sera un traditore, forse originario di Roccatamburo (o da Vallo di Nera, secondo altre fonti) entrò da tale buscio, aprì una delle porte del paese (oggi andate perdute), e da questa fece entrare le truppe di Castruccio Castracani, condottiero lucchese nonché capo mercenario al soldo di Spoleto, il quale incendiò il castello della frazione con ingenti perdite umane tra la popolazione locale; inoltre, la distruzione della roccaforte mucciaforina rese di conseguenza accessibile Cascia con le sorti che la storia ufficiale già conosce. Da questo tradimento i vicini roccani vennero malevolmente denominati "maganzesi" (maganziesi) dai mucciaforini, in riferimento a Gano di Maganza, noto traditore di Carlo Magno.
Per questa sua posizione strategica, per la conformazione del suo territorio nonché per le sue prese di posizione il castello di Mucciafora venne ripetutamente ricostruito e ridistrutto. La frazione funse inoltre più volte come luogo di rifugio per i fuggiaschi di molte ere.

### La battaglia di Mucciafora e l'eccidio nazifascista del 30 novembre 1943
Nel corso degli eventi della seconda guerra mondiale Mucciafora nel novembre del 1943 diventa la base di un raggruppamento autonomo di partigiani comunisti di cui circa 55 di origine slava e 10 italiani, evasi in armi poche settimane prima (precisamente il 13 ottobre) dal carcere della Rocca di Spoleto. Il battaglione partigiano è guidato da Svetozar Lakovic, nome di battaglia "Toso", che si costituisce a seguito dell'ordine di scioglimento della "Banda Melis" proclamato dal Capitano Ernesto Melis pochi giorni dopo aver iniziato l'attività a Mucciafora. I partigiani jugoslavi di "Toso" e quelli italiani del sottotenente Sorbi convocano Alfredo "Pasquale" Filipponi, fondatore e commissario politico del battaglione "Spartaco Lavagnini", per informarlo dello scioglimento della Melis e dell'intenzione di proseguire comunque la lotta di liberazione contro gli occupanti nazifascisti costruendo un coordinamento tra le due realtà. Durante l'incontro, che avviene alla presenza di tutti i partigiani di Mucciafora, si stabilisce che le funzioni di Comandante saranno affidate "Toso" e Sorbi con turni di 24 ore ciascuno. Gli jugoslavi propongono un incontro pubblico con la popolazione di Mucciafora per spiegare i motivi della lotta contro i fascisti e i nazisti. Il giorno seguente, 26 novembre, è "Pasquale" ad assolvere tale compito nella piazzetta del paese dove si radunano sia gli abitanti che diversi giovani sfollati che chiedono di aggregarsi al distaccamento.
Il 30 novembre un attacco condotto in forze da tre compagnie germaniche che erano venute a conoscenza della base partigiana a Mucciafora provoca una battaglia che dura tutto il giorno. I partigiani rompono l'accerchiamento per fuggire. Tre di essi sono uccisi durante gli scontri armati, altri tre vengono fucilati dai nazisti una volta fatti prigionieri (si tratta di quattro jugoslavi e di due italiani).
Si danno alla fuga anche le donne, gli uomini e i bambini residenti in loco e, per evitare eventuali ritorsioni, si dividono dai partigiani. Dieci case vengono distrutte e sette abitanti del posto vengono uccisi dai nazisti per aver rifocillato e ospitato i partigiani.
Una testimonianza del tragico evento e dell'impatto che ebbe sulla popolazione locale del tempo è ancora presente nel piccolo monumento ai caduti presente in Piazza dei Combattenti. Le sette vittime abitanti a Mucciafora sono ricordate con una lapide in piazza e sono: Fiorelli Bianca, Benedetti Sante, Benedetti Pietro, Bernarducci Luca, Ergasti Ilario, Flammini Giuseppe, Leonardi Alessandro.

### La Repubblica Partigiana di Cascia
A seguito della battaglia di Mucciafora e della immediata ripresa delle attività partigiane in numerose zone della Valnerina si susseguono attività belliche, rappresaglie e rastrellamenti fino alla liberazione di Terni il 13 giugno del 1944.
Un dato significativo è che dal momento della liberazione di Cascia avvenuta tra il 27 e il 28 dicembre 1943 ad opera di diversi battaglioni di partigiani, tra cui quello di "Toso", si arrivò alla proclamazione di fatto della prima Repubblica partigiana in Italia il successivo 15 febbraio (giorno della liberazione di Norcia). Il territorio controllato dalle formazioni partigiane della Brigata Garibaldi "Antonio Gramsci" comprendeva fin dall'inizio Mucciafora e i comuni di Cascia, Norcia, Monteleone di Spoleto, comuni dell'alta Valnerina e le loro frazioni fino ai limiti di Preci, Ruscio, Castiglioni di Arrone, Valle di Ferentillo, sino ai zone dei comuni di Narni, Otricoli, Calvi dell'Umbria e i comuni tra Lazio e Umbria nell'area geografica Monte Cosce-Monte San Pancrazio subappennino a ridosso della valle del Tevere. Tale zona liberata, dichiarata indipendente rispetto alle province di Terni e Perugia sotto controllo nazifascista e governata dai partigiani, andò estendendosi nel Reatino dapprima fino a Leonessa (il cui podestà fu catturato e ucciso) e poi fino a Poggio Bustone dove avvenne la Battaglia di Poggio Bustone. Per quattro mesi la cosiddetta "Zona libera di Cascia" venne amministrata dai partigiani, italiani e stranieri, impegnati in quei territori.

### Età contemporanea.
Oggi Mucciafora è meta ambita per le escursioni e i pellegrinaggi, trovandosi nel cuore della Valnerina.
Dal 7 Luglio 2024, grazie ad una intensa attività di comunicazione dei volontari della Pro Loco, Mucciafora è entrata nelle prime fila dei Borghi della Lettura assieme al Comune di Lugnano in Teverina come primi tra i borghi dell'Umbria ad essere inclusi nel prestigioso portale italiano.
Nel mese di Ottobre 2024 è stato inglobato nel cammino di pellegrinaggio intitolato "Sentieri di Rose", un percorso di circa 62 Km che congiunge Montefalco a Cascia in 6 tappe (Montefalco, San Paolo di Beroide, Meggiano, Mucciafora, Roccaporena, Cascia); il cammino si presenta come cornice polivalente per una esperienza sia a carattere religioso che escursionistico-paesaggistica, e sarà completamente agibile per il Giubileo del 2025.